# Jacques Castèréde
Jacques Castéréde (10. april 1926 i Paris - 6. april 2014 i Dijon, Frankrig) var en fransk komponist, pianist, lærer og professor.
Castéréde studerede komposition og klaver på Musikkonservatoriet i Paris hos bl.a. Olivier Messiaen. Han blev senere professor i komposition på konservatoriet, og underviste senere som lærer i klaver og komposition på l Ecole Normale.
Castéréde har skrevet to symfonier, orkesterværker, kammermusik, instrumentalmusik, scenemusik, korværker, vokalmusik etc.

## Udvalgte værker
- Symfoni nr. 1 (1952) - for strygeorkester
- Symfoni nr. 2 (1960) - for orkester